# بيلي ماسترز
بيلي ماسترز (بالإنجليزية: Billy Masters)‏ هو لاعب كرة قدم أمريكية أمريكي، ولد في 15 مارس 1944 في غرايسون في الولايات المتحدة.

## وصلات خارجية
- بيلي ماسترز على موقع مرجع كرة القدم المحترفة.كوم (الإنجليزية)